# Manowar
Manowar är ett amerikanskt heavy metal-band som bildades i Auburn i New York 1980 av Joey DeMaio, före detta pyrotekniker för Black Sabbath, och gitarristen Ross the Boss.
Det sägs att ljudnivån vid en konsert uppmättes till 129,5 dB. Enligt Manowars officiella webbplats skall sångaren Eric Adams ha sjungit i hela 136 dB under en konsert på 1980-talet. Då fanns de även med i Guinness rekordbok som världens mest högljudda band. Enligt flera hemsidor har Eric och de andra bandmedlemmarna också öppnat ett museum på tyska gränsen mot Tjeckien där de stolt visar upp krigsrekvisita och sig själva uppförda som vaxdockor iförda läderklädsel och svärd härstammande från anglosaxiska tidsåldern.[källa behövs] Manowar är anhängare av True metal.
2006 bildade Manowars basist Joey DeMaio skivbolaget Magic Circle Music, som sedan dess har gett ut både Manowars och ett flertal andra metalbands skivor. Bland annat är de ansvariga för stämningen mot Rhapsody of Fire.
I augusti 2018 greps Karl Logan för innehav av barnpornografi, och den 26 oktober meddelade bandet att de avslutar allt samarbete med Logan. Den 1 januari 2019 offentliggjordes att man istället rekryterat gitarristen E.V Martel.

## Medlemmar

### Nuvarande medlemmar
- Eric Adams – sång (1980–)
- Joey DeMaio – basgitarr, keyboard (1980–)
- Dave Chedrick - trummor (2022-)
- Michael Angelo Batio - gitarr (2022-)

### Tidigare medlemmar
- Carl Canedy – trummor (1980–1981)
- Ross the Boss (Ross Friedman) – gitarr (1980–1988)
- Donnie Hamzik – trummor (1981–1983, 2009–2017)
- Scott Columbus – trummor (1983–1990, 1994–2008; död 2011)
- David Shankle – gitarr (1988–1994)
- Rhino (Kenny Earl Edwards) – trummor (1990–1994, 2008–2009)
- Karl Logan – gitarr - keyboard(1994– 2018)
- Anders Johansson - trummor (2019-2022)
- E. V. Martel - gitarr (2019-2022)

### Turnerande medlemmar
- Joe Rozler – keyboard (2019–)

### Tidigare turnerande medlemmar
- Francisco Palomo – keyboard (2007)
- Paul Clark Jr. – trummor (2011)
- Marcus Castellani – trummor (2017–2019)

## Diskografi

### Studioalbum
- 1982 – Battle Hymns
- 1983 – Into Glory Ride
- 1984 – Hail to England
- 1984 – Sign of the Hammer
- 1987 – Fighting the World
- 1988 – Kings of Metal
- 1992 – The Triumph of Steel
- 1996 – Louder Than Hell
- 2002 – Warriors of the World
- 2007 – Gods of War
- 2010 – Battle Hymns MMXI
- 2012 – The Lord of Steel
- 2014 – Kings of Metal MMXIV

### Livealbum
- 1997 – Hell on Wheels - Live
- 1999 – Hell on Stage
- 2007 – Gods of War Live
- 2013 – The Lord of Steel Live

### EP
- 2006 – The Sons of Odin
- 2009 – Thunder in the Sky
- 2019 – The Final Battle I

### Singlar
- 1983 – "Defender" / "Gloves of Metal"
- 1984 – "All Men Play on 10" / "Mountains"
- 1987 – "Blow Your Speakers" / "Violence and Bloodshed"
- 1988 – "Kings of Metal" / "Herz aus Stahl"
- 1988 – "Wheels of Fire" / "Kings of Metal"
- 1992 – "Metal Warriors"
- 1996 – "Return of the Warlord" / "Warlord (live)"
- 1996 – "Number 1"
- 1996 – "Courage" / "Today is a Good Day to Die"
- 1997 – "Courage (live)"
- 1999 – "Live in France"
- 1999 – "Live in Germany"
- 1999 – "Live in Portugal"
- 1999 – "Live in Spain"
- 2002 – "Warriors of the World United"
- 2002 – "An American Trilogy"
- 2002 – "The Dawn of Battle" (CD+DVD)
- 2005 – "King of Kings"
- 2008 – "Die with Honor"

### Samlingsalbum
- 1993 – Secrets of Steel
- 1994 – The Hell of Steel
- 1997 – Anthology
- 1998 – The Kingdom of Steel
- 1998 – Steel Warriors

### Video
- 2000 – Hell on Earth Part I (VHS)
- 2002 – Warriors of the World United (DVD)
- 2002 – Fire and Blood (DVD)
- 2003 – Hell on Earth III (DVD)
- 2005 – Hell on Earth IV (2DVD+CD)
- 2006 – The Absolute Power (DVD)

### Annat
- 1981 – Demo '81
- 2007 – Demons, Dragons and Warriors (delad singel: Rhapsody of Fire / Manowar / HolyHell)